# Пампушка (фільм)
«Пампушка» (англ. Dumplin') — комедійний мюзикл 2018 року, знятий на основі однойменного роману бестселеру 2015 року Джулі Мерфі. Головну роль виконала Даніель Мак-Дональд, її екранну мати зіграла Дженніфер Еністон.

## Сюжет
Віллоудін (Вілл) Діксон (англ. Willowdean 'Will' Dickson) з дитинства була «пампушкою» (англ. Dumplin'), тому їй часто доводилось терпіти насмішки. Проте її тітка Люсі, яка також мала надмірну вагу, допомогла їй полюбити себе такою, якою вона є. Дівчинка багато часу проводила з тіткою, бо мати, Розі, весь час була на роботі. Зі своєю найкращою подругою Еллен Драйвер Віллоудін познайомила Люсі.
Багато років тому Розі отримала титул на місцевому конкурсі краси та з того часу намагається підтримувати себе в формі. Тітка Люсі померла, а з Віллоудін почали знову знущатися. В речах дівчина знайшла відхилену заявку на участь у конкурсі краси своєї тітки. Це надихає записатися й Віллоудін. Заради підтримки подруги Еллен також записується. Й весела товстунка Міллі наважується взяти участь і дуже хоче перемогти. Щоб влаштувати революцію, юна феміністка Ганна теж з'явилася серед конкурсанток.
Симпатичний кухар Бо із закусочної, де Діксон підробляла, запрошує Віллоудін на побачення. Але дівчина тікає, як тільки він торкнувся її. На заняттях з танців подруги сваряться. Разом з Міллі та Ганною вона йде до бару. Після шоу Діксон знайшла підтримку в Лі Вейні.
Всі конкурсантки пройшли добір. Виступи дівчат зірвали бурю аплодисментів, окрім Віллоудін, яку дискваліфікували. Мати, яка була членом журі конкурсу, допомагає їй з сукнею. Віллоудін йде на побачення з Бо.

## У ролях
| Актор               | Роль                       |
| ------------------- | -------------------------- |
| Даніель Мак-Дональд | Віллоудін Діксон, Пампушка |
| Дженніфер Еністон   | Розі Діксон                |
| Одея Раш            | Ел Драйвер                 |
| Медді Баілліо       | Міллі Мікалчук             |
| Бекс Тейлор-Клаус   | Ганна Перес                |
| Люк Бенвард         | Бо Ларсон                  |
| Джорджі Флорес      | Каллі Райс                 |
| Дав Камерон         | Бекка Коттер               |
| Гарольд Перріно     | Лі Вейн/Рі                 |
| Кеті Наджимі        | місіс Мікалчук             |

## Створення фільму

### Виробництво
Основні зйомки фільму почались 21 серпня 2017 в Ковінгтоні, Джорджія і тривали до жовтня.

### Знімальна група
- Кінорежисер — Енн Флетчер
- Сценарист — Крістін Хан
- Кінопродюсери — Мохамед Алрафі, Майкл Костіган, Крістін Хан, Тріш Хофманн
- Виконавчий продюсер — Дженніфер Еністон, Денні Нозел, Крістофер Трикарико
- Композитор — Доллі Партон
- Кінооператор — Елліот Девіс
- Кіномонтаж — Емма І. Гікокс
- Художник-постановник — Елізабет Джонс
- Артдиректор — Джон Сноу
- Художник-декоратор — Джесс Роял
- Художник-костюмер — Біна Дайгелер
- Підбір акторів — Кейті Сендріч Гелфорд[5]

## Сприйняття

### Критика
Фільм отримав схвальні відгуки. На сайті Rotten Tomatoes оцінка стрічки становить 84 % на основі 57 відгуків від критиків (середня оцінка 6,5/10) і 78 % від глядачів із середньою оцінкою 4,0/5 (677 голосів). Фільму зарахований «свіжий помідор» від кінокритиків та «попкорн» від глядачів, Internet Movie Database — 6,8/10 (12 377 голосів), Metacritic — 53/100 (16 відгуків критиків) і 8,4/10 (13 відгуків від глядачів).

### Номінації та нагороди
| Нагороди та номінації фільму «Пампушка» | Нагороди та номінації фільму «Пампушка» | Нагороди та номінації фільму «Пампушка»            | Нагороди та номінації фільму «Пампушка» | Нагороди та номінації фільму «Пампушка» | Нагороди та номінації фільму «Пампушка» |
| Рік                                     | Кінофестиваль/кінопремія                | Категорія/нагорода                                 | Номінант                                | Результат                               |                                         |
| --------------------------------------- | --------------------------------------- | -------------------------------------------------- | --------------------------------------- | --------------------------------------- | --------------------------------------- |
| 2018                                    | Hollywood Music in Media Awards         | Оригінальна музика — повнометражний художній фільм | Доллі Партон, Лінда Перрі               | Номінація                               |                                         |
| 2019                                    | «Золотий глобус»                        | Найкраща пісня                                     | Доллі Партон, Лінда Перрі               | Номінація                               |                                         |
| 2019                                    | Broadcast Film Critics Association      | Найкраща пісня                                     | «Girl at the Movies»                    | Номінація                               |                                         |